# Бен-Ави, Итамар
Итамар Бен-Ави (ивр. איתמר בן־אב״י‎; настоящее имя Бен-Цион Бен-Йехуда (ивр. בן־ציון בן־יהודה‎); 31 июля 1882, Иерусалим, Османская Империя — 8 апреля 1943, Нью-Йорк, США) — журналист и сионистский активист. Сын «отца современного иврита» Элиэзера Бен-Йехуды.
Известен как первый человек Нового времени, для которого иврит был родным языком (или по крайней мере один из первых таких людей и самый известный из них).
Учился в парижской Учительской семинарии (École Normale Israélite Orientale), основанной Всемирным еврейским союзом, и Берлинском университете.
В 1908 году вернулся в Иерусалим, где стал редактором основанной его отцом газеты «Ха-Цви» (с 1910 года — «Ха-Ор»). С его приходом газета начала выходить каждый день, а подача материалов стала соответствовать стандартам западноевропейской журналистики того времени.
В годы Первой мировой войны жил в США. Вновь вернувшись в Иерусалим, в 1919 году создал газету «Доар ха-иом» и до 1929 года был её редактором.
Был одним из инициаторов основания поселения, позднее ставшего городом Нетания. Именем Итамара Бен-Ави в Нетании названа улица.
Кроме того, разработал проект перевода иврита на латиницу, оставшийся нереализованным. Написал биографию своего отца «Avi», издав её в 1937 году на латинизированном иврите.
С 1939 года снова жил в США, где и умер. Его тело было доставлено обратно в Палестину для захоронения в 1947 году и похоронено на Елеонской горе в Иерусалиме.

## Семья
Жена — Лея Абушдид. Пытаясь добиться у родителей девушки согласия на брак, Итамар печатал в редактируемой им газете посвящённые Лее стихи (что сделало историю их любви общеизвестной и повысило тираж газеты). Родители согласились на брак только после публикации стихотворения о самоубийстве и последовавшего за этим вмешательства отца Итамара.